# 李本 (正統進士)
李本（1417年—1485年），字立之，號立菴，四川叙州府富順縣人，明朝政治人物。

## 生平
正統十三年（1448年）戊辰科進士。選庶吉士，歷官檢討、編修、侍讀。預修《一統志》、《英宗實錄》。升南京太常寺少卿、禮部侍郎，官至南京禮部尚書。成化二十一年（1485年）卒。

## 家族
曾祖李溥德，祖李志聰，父李繼宗，母邵氏；繼母姚氏。